# 1900年パリオリンピックのフランス選手団
1900年パリオリンピックのフランス選手団（1900ねんパリオリンピックのフランスせんしゅだん）は、1900年5月14日から10月28日にかけてフランスの首都パリで開催された1900年パリオリンピックのフランス選手団、およびその競技結果。

## 概要
今大会は金メダル30個、銀メダル45個、銅メダル40個の合計115個のメダルを獲得した。

## メダル
| メダル | 選手名 | 競技 | 種目             |
| ------ | --- | ---- | ---------------- |
| 金     | ミシェル・テアト                                                                                             | 陸上 | 男子マラソン     |
| 銀     | アンリ・デロージュ                                                                                           | 陸上 | 男子1500m        |
| 銀     | エミール・シャンピオン                                                                                       | 陸上 | 男子マラソン     |
| 銀     | アンリ・トーザン                                                                                             | 陸上 | 男子400mハードル |
| 銀     | アンリ・デロージュ ガストン・ラグノー ジャック・シャスタニエ アンドレ・カスタネ アルベール・シャンプードリー | 陸上 | 男子5000m団体    |
| 銅     | ジャック・シャスタニエ                                                                                       | 陸上 | 男子2500m障害    |
| 銅     | エミール・トルシェブーフ                                                                                     | 陸上 | 男子立幅跳       |